# Elizabeth Dole
Elizabeth Dole (leánykori nevén Hanford) (Salisbury, 1936. július 29. –) amerikai politikus, szenátor (Észak-Karolina, 2019 – ). A Republikánus Párt tagja. Robert Dole szenátor felesége.

## Pályafutása
Alapdiplomáját a Duke Egyetemen kapta politológiából 1958-ban. Ezután a Harvard Egyetemen 1960-ban posztgraduális diplomát szerzett, majd 1965-ben jogi diplomát kapott.
Tanulmányainak befejeztével Hanford Washingtonba költözött, mert politikával akart foglalkozni. Noha a Demokrata Párt tagja volt, sikerült elhelyezkednie Nixon elnök államaparátusában a fogyasztóvédelem terén, helyettes elnöki tanácsadói beosztásban, 1969-től 1973-ig. 1973-ban Nixon kinevezte a Szövetségi Kereskedelmi Bizottságba; mandátuma hét évre szólt.
1975-ben összeházasodott Bob Dole kansasi szenátorral, és átlépett a Republikánus Pártba. Bob Dole 1976-ban  Gerald Ford alelnökjelöltje volt, és Elizabeth Dole fizetés nélküli szabadságra ment, amíg férje kampányolt. 1979-ben, amikor Bob Dole versenybe szállt az elnökségért, Elizabeth Dole lemondott a Szövetségi Kereskedelmi Bizottságban betöltött tisztjéről.
1983-tól 1987-ig Ronald Reagan kabinetjében közlekedésügyi miniszter volt. Ezen a posztján számos sikert ért el: minisztersége idején vált kötelezővé a harmadik féklámpa az új autókon, és ekkor emelték föl az államok a szeszesital-fogyasztási korhatárt 18 évről 21-re, aminek jelentős baleset-megelőzési szerepe volt.
Dole 1989–90-ben George H. W. Bush kormányában munkaügyi miniszterként szolgált. 1991-től 2000-ig az Amerikai Vöröskereszt elnöke volt. A 2000-es amerikai elnökválasztáson sikertelen próbálkozást tett a republikánus elnökjelöltség elnyerésére. 2002-ben  Észak-Karolina képviseletében beválasztották a washingtoni Szenátusba, ahol 2003. január 3-tól 2009. január 3-ig szolgált. A 2008-as szenátusi választáson sikertelenül indult, és alulmaradt a demokrata Kay Hagannel szemben.